# Paul Funck
Paul Michel Funck (Luxemburg-Stad, 5 september 1875 – aldaar, 14 mei 1939) was een Luxemburgs architect.

## Leven en werk
Paul Funck was de oudste zoon van Pierre Funck (1846-1932) en Catharina Louise (Louise) Eydt (1848-1920) en een broer arts van auteur Charles Funck-Hellet (1883-1976). Zowel zijn vader als zijn grootvader Jean-François Eydt waren architect en Paul volgde in hun voetspoor. Net als zijn vader bezocht Paul de Industrieschool in Luxemburg-Stad en studeerde hij architectuur aan de École Nationale et Spéciale des Beaux-Arts in Parijs (1892-1895), Hij kreeg er les van Paul Laynaud en Julies Simonet. Funck ontving tijdens zijn studie drie gouden medailles. Hij toonde in 1895 op de Salon des artistes français in Parijs zijn ontwerp voor een doksaal in de kathedraal van Luxemburg. Na het behalen van zijn architectendiploma werkte hij nog op het atelier van Georges Debrie (1896-1897) in Parijs. Funck trouwde in 1906 met notarisdochter Magdalena Fanny (Fernande) Gruber (1880-1939) en ging met haar op huwelijksreis naar Jeruzalem.
Funck werkte als architect in de stad Luxemburg. In 1903 publiceerde hij Rève d’avenir, zijn visie voor de herontwikkeling van de oude binnenstad. In hetzelfde jaar werd een landelijke competitie uitgeschreven voor de ontwerp van een nieuw gebouw ter vervanging van de oude Cercle in Luxemburg-Stad. De competitie vond plaats in twee rondes, waarvan de eerste werd gewonnen door Pierre Funck en de tweede door Paul Funck. Paul kreeg de verantwoordelijk voor de bouw van de nieuwe Cercle municipal, die door hen samen werd uitgevoerd.
Paul Funck overleed op 63-jarige leeftijd en werd begraven in het familiegraf op de Cimetière Notre-Dame in Limpertsberg.

## Enkele werken
- 1904-1909: Cercle municipal in Luxemburg-Stad. Samen met Pierre Funck.
- 1906-1908: Sint-Andreaskerk in Heisdorf. In de kerk glas-in-loodramen van Jean-Pierre Koppes.
- 1935: Maison Sternberg in Luxemburg-Stad
- Gebouw van de Banque générale in Esch-sur-Alzette

### Galerij

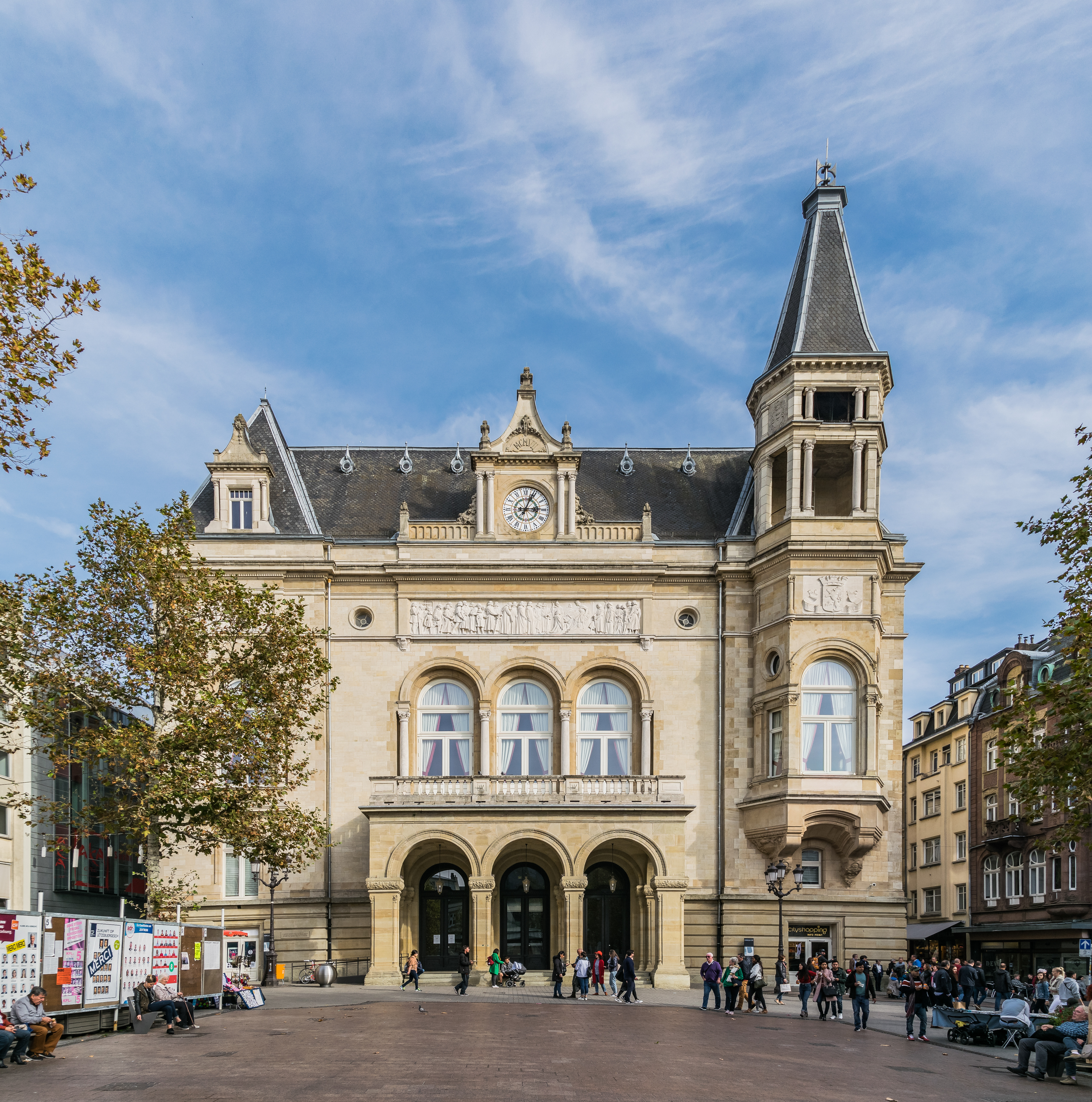
Cercle municipal, Luxemburg-Stad
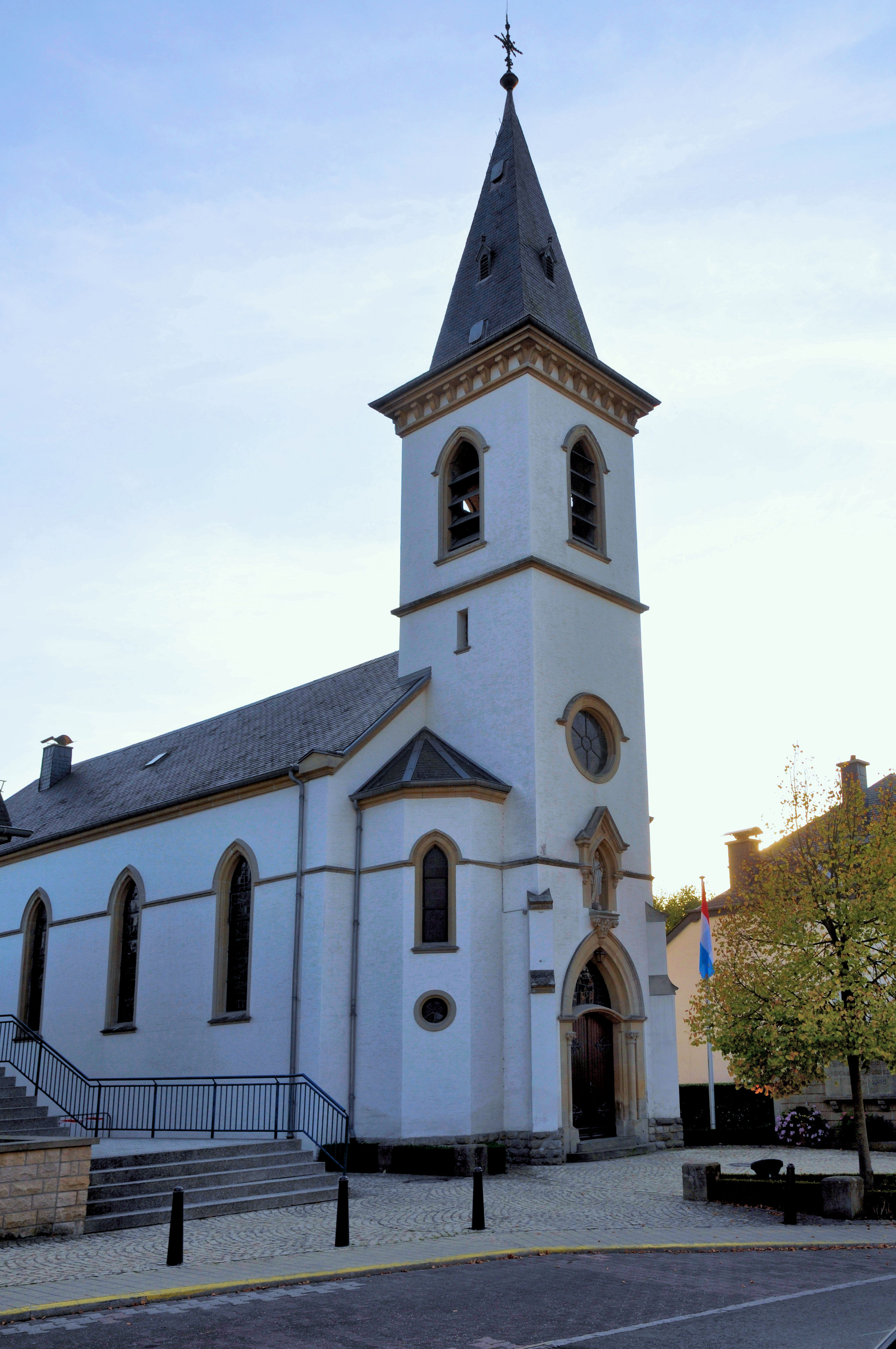
Kerk van Heisdorf
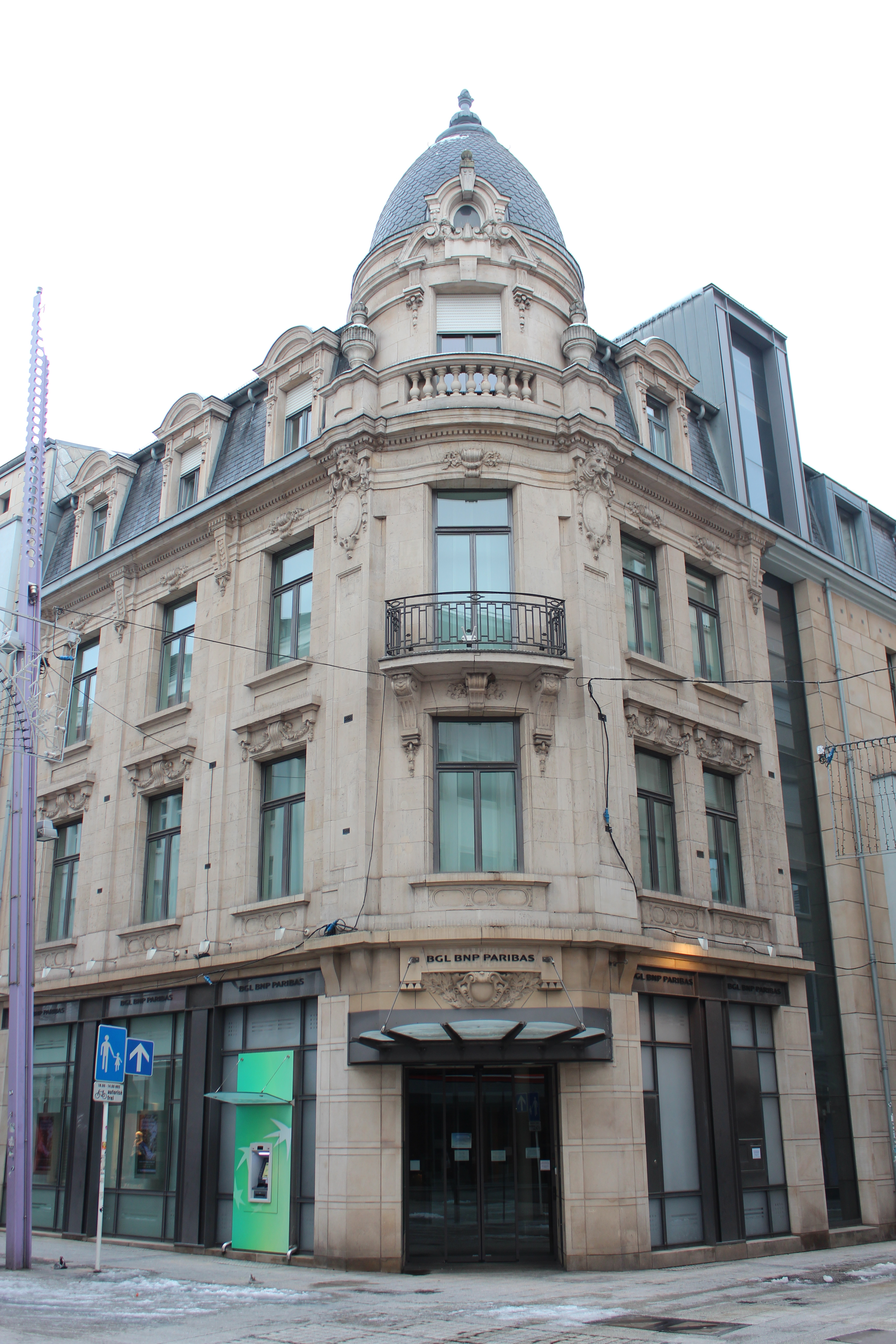
Banque générale, Esch